# Saint-Laurent-de-la-Prée
 Saint-Laurent-de-la-Prée  es una población y comuna francesa, situada en la región de Poitou-Charentes, departamento de Charente Marítimo, en el distrito de Rochefort y cantón de Rochefort-Nord.

## Demografía
| 836 | 857 | 848 | 1075 | 1256 | 1347 |
| Para los censos de 1962 a 1999 la población legal corresponde a la población sin duplicidades (Fuente: INSEE [Consultar]) |     |     |      |      |      |